# Спартак (футбольный клуб, Ереван)
Футбольный клуб «Спарта́к» (арм. «Սպարտակ» Երևան ֆուտբոլային ակումբ) — армянский футбольный клуб из города Ереван. Основан в 1960 году. Наибольшую известность клуб обрёл с названием «Цемент» Арарат, а после «Аракс» Арарат.

## Названия
- 1960—1992 — ФК «Арарат» Арарат.
- 1993—1999 — «Цемент» Арарат.
- 2000—2001 — «Аракс» Арарат.
- 2001 — «Аракс-Импекс» Ереван.
- 2001—2002 — «Спартак» Ереван.

## История

### Советский период
Клуб был основан в 1960 году, как ФК «Арарат» из одноимённого города (не путать с «Араратом» Ереван).

### Постсоветское время
В новейшей истории армянского футбола клуб, при формировании дивизионов, оказался в первой лиге. Чемпионат 1992 года в первой лиге был подобием высшей, который состоял из двух этапов. Называвшийся на тот момент ФК «Арарат», клуб занял второе место и прошёл во-второй этап за 1—6-е места. После технического поражения своему прямому конкуренту «Арагацу» команда тем не менее 9 остальных игр выиграла и заняла 1-е место в таблице (таким образом получив право на переход в высшую лигу). В том же сезоне команда провела один матч за Кубок против «Бананца» — 0:6.

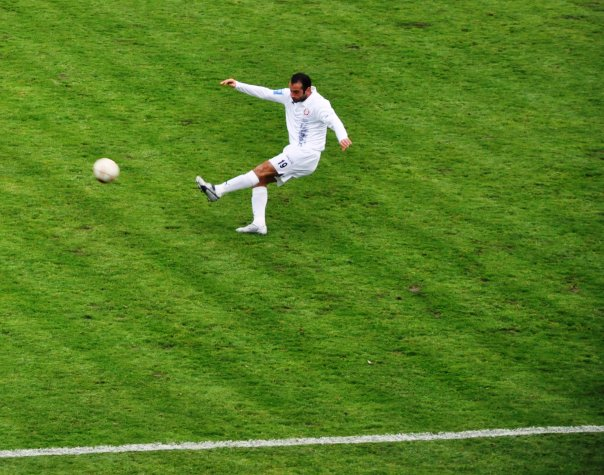
Егише Меликян выступал за клуб в 1999—2000 гг.

Ниже 6-го места клуб, ставший носить название «Цемент», не опускался. В 1998 году в своё руководство команду принял Варужан Сукиасян, с которым делает дубль. Были выиграны вначале Кубок, а после — золото чемпионата Армении, ставшее первым и для клуба и для тренера. В следующем году был сделан очередной дубль состоящий из побед в Кубке, и в финале Суперкубка против «Ширака», где всё решилось в послематчевых пенальти. В чемпионате команда выступила менее удачно завоевав бронзу первенства. Однако Сукиасян покинул клуб за два месяца до окончания сезона.

### «Аракс»
В 2000 году клуб меняет название на «Аракс». Главным тренером назначается Самвел Петросян. Команда боролась за золотые медали и кубок, но Петросяну не удалось завоевать Кубок, а в середине сезона и вовсе покинул стан горожан. В июне 2000 года в клуб возвращается Варужан Сукиасян. В итоге под руководством Сукиасяна команда, теперь уже называвшаяся «Араксом», вновь завоевала золотые медали чемпионата. После добытой славы покинул клуб. Владельцы клуба, после ряда успешных сезонов, решают переехать из Арарата в Ереван.

### «Спартак»
В начале чемпионата, в апреле 2001 года, в клуб в третий (и в последний) раз возвращается Сукиасян. К этому времени клуб уже назывался «Спартаком» и дислоцировался в Ереване. Проведя 4 месяца в должности главного тренера, Сукиасян покинул клуб.
Клуб финансировался из одного источника с «Бананцем» (президентом обоих клубов был Саркис Исраелян), поэтому было решено объединить «Спартак» и «Бананц» в один клуб. Только возникла проблема названия будущей команды. В итоге нашли компромисс: какая команда выступит лучше в чемпионате, то название и получит будущий клуб. «Бананц» выступил лучше.
Чуть ранее, в 2000 году, «Аракс» Арарат был восстановлен в городе Арарат, но выступление своё начнёт рангом ниже. С момента возрождения, клуб впал в финансовый кризис, от которого так и не отошёл. В 2005 году клуб расформировался.

### Символика

История символики «Спартака»
Старая эмблема клуба (1992—2000)
Старая эмблема клуба (2000—2001)
Старая эмблема клуба (2001)
Эмблема клуба (2002)

## Статистика выступлений

### Еврокубки
Данные на июнь 2009 года
| Сезон   | Турнир                   | Раунд | Соперник          | 1 матч | 2 матч |
| ------- | ------------------------ | ----- | ----------------- | ------ | ------ |
| 1998/99 | Кубок обладателей кубков | QR    | «Лозанна»         | 1 — 5  | 1 — 2  |
| 1999/00 | Лига чемпионов УЕФА      | 1Q    | «Жальгирис»       | 0 — 2  | 0 — 3  |
| 2001/02 | Лига чемпионов УЕФА      | 1Q    | «Шериф» Тирасполь | 0 — 1  | 0 — 2  |

- Домашние игры выделены жирным шрифтом

| Турнир                        | Игры | Победы | Ничьи | Поражения | Голов забито | Голов пропущено |
| ----------------------------- | ---- | ------ | ----- | --------- | ------------ | --------------- |
| Лига чемпионов УЕФА           | 4    | 0      | 0     | 4         | 0            | 8               |
| Кубок обладателей кубков УЕФА | 2    | 0      | 0     | 2         | 2            | 7               |
| Итого                         | 6    | 0      | 0     | 6         | 2            | 15              |

### Крупнейшие победы и поражения
Самые крупные победы:
В чемпионате Армении:
- «Цемент» — «Лори» — 8:0 (1997 год)
- «Цемент» — «Гюмри» — 8:0 (1999 год)

В кубке Армении:
- «Цемент» — «Котайк» — 8:0 (2000 год)

Самые крупные поражения:
В чемпионате Армении:
- «Арарат» Ереван — «Цемент» — 6:0 (1993 год)
- Ширак — «Цемент» — 7:1 (1994 год)

В кубке Армении:
- «Арарат» — «Бананц» — 0:6 (1992 год)

В европейских кубках:
- «Лозанна» (Швейцария) — «Спартак» — 1:5 (1998/99 год)

Самые результативные ничьи:
В чемпионате Армении:
- «КанАЗ» — «Цемент» — 4:4 (1993 год)
- «Звартноц» Эчмиадзин — «Цемент» — 4:4 (1993 год)

В кубке Армении:
Самые результативные матчи:
В чемпионате Армении:
- «Котайк» — «Цемент» — 3:7 (1993 год)

В кубке Армении:
- «Цемент» — «Котайк» — 8:0 (2000 год)
- «Бананц» — «Аракс-Импекс» — 3:5 (2001 год)

В европейских кубках:
- «Лозанна» (Швейцария) — «Спартак» — 5:1 (1998/99 год)

## Достижения

### Национальные чемпионаты
Чемпион Армении (2)1998, 2000
Серебряный призёр чемпионата Армении (1)1995
Бронзовый призёр чемпионата Армении (2)1999, 2001
Обладатель Кубка Армении (2)1998, 1999
Обладатель Суперкубка Армении (1)1998
Финалист Суперкубка Армении (1)1999

### Достижения игроков
- Лучшие бомбардиры сезона:
  - 1999 — Ширак Сарикян (21)
  - 2000 — Арам Акопян (21)

- Лучший футболист года:
  - 1998 — Артур Восканян

## Главные тренеры клуба
| Главный тренер   | С | Период    |
| ---------------- | - | --------- |
| Гарник Асатрян   |   | 1993—1994 |
| Гагик Тамразов   |   | 1995      |
| Гарник Асатрян   |   | 1995—1996 |
| Вагинак Асланян  |   | 1997      |
| Гагик Тамразов   |   | 1997      |
| Погос Галстян    |   | 1997      |
| Гагик Тамразов   |   | 1997      |
| Варужан Сукиасян |   | 1998—1999 |
| Ашот Хачатрян    |   | 1999—2000 |
| Самвел Петросян  |   | 2000      |
| Варужан Сукиасян |   | 2000      |
| Варужан Сукиасян |   | 2001      |
| Оганес Заназанян |   | 2001—2002 |

## Президенты клуба
| Президент       | Период    |
| --------------- | --------- |
| Абрам Бабаян    | 1996—2000 |
| Саркис Исраелян | 2000—2002 |